# Пичилейский сельсовет
Пичилейский сельсовет — муниципальное образование со статусом сельского поселения в Сосновоборском районе Пензенской области Российской Федерации.
Административный центр — село Пичилейка.

## История
Статус и границы сельского поселения установлены Законом Пензенской области от 2 ноября 2004 года № 690-ЗПО «О границах муниципальных образований Пензенской области».
10 октября 2011 года был упразднён посёлок Красный Городок, входивший в состав сельсовета.

## Население
| 2002 | 2010 | 2012 | 2013 | 2014 | 2015 | 2016 |
| ---- | ---- | ---- | ---- | ---- | ---- | ---- |
| 855  | ↘495 | ↘458 | ↘434 | ↘409 | ↘397 | ↘388 |
| 2017 | 2018 | 2021 |      |      |      |      |
| ↘378 | ↘361 | ↘350 |      |      |      |      |

## Состав сельского поселения
| № | Населённый пункт | Тип населённого пункта       | Население |
| - | ---------------- | ---------------------------- | --------- |
| 1 | Верхний Катмис   | село                         | ↘48       |
| 2 | Ега              | село                         | ↘224      |
| 3 | Захаровка        | деревня                      | 24        |
| 4 | Пичилейка        | село, административный центр | ↘199      |